# دفتر خاطرات
دفترچه یا دفتر خاطرات (انگلیسی: The Notebook) رمانی عاشقانه از نیکلاس اسپارکس است که بر اساس داستانی واقعی نوشته شده. این کتاب بعدها مبنای اقتباسی سینمایی به همین نام قرار گرفت.

## خلاصه داستان
دفترچه خاطرات، رمانِ عاشقانه معاصر است که در دوران قبل و بعد از جنگ رخ می‌دهد. نوآ و آلی تابستان خوبی را با هم سپری می‌کنند اما خانودهٔ آلی و واقعیت‌های اقتصادی – اجتماعی آن دوران، مانع از به هم رسیدن این دو جوان می‌شود. اگرچه نوا تلاش می‌کند پس از جدایی با آلی ارتباط داشته باشد، نامه‌هایش بی‌پاسخ می‌ماند. عاقبت نوآ در آخرین نامه‌اش به عشق جاودان و نامیرایش اعتراف می‌کند. نوآ به شمال سفر می‌کند تا شغلی مناسب پیدا کند و یاد و خاطره آلی را از یاد ببرد و عاقبت به جنگ می‌رود. پس از خدمت به کشورش، به خانه بازمی‌گردد تا خانه‌ایی قدیمی را بازسازی کند. مقاله‌ای در روزنامه در مورد تلاش‌های او برای این کار، توجه آلی را جلب می‌کند و بعد از ۱۴ سال نزد او می‌رود. دو روزی را با هم می‌گذرانند و آلی تصمیم می‌گیرد بین دو مردی که دوست دارد انتخاب کند. این داستان توسط شخصیتی متعلق به عصر حاضر روایت می‌شود که برای زنی که مبتلا به آلزایمر است کتاب می‌خواند.